# Uspénskoie (Penza)
Uspénskoie (en rus: Успенское) és un poble de l'óblast de Penza, a Rússia, el 2004 tenia 383 habitants.